# Байбаренко Григорій Миколайович
Григорій Миколайович Байбаренко (нар. 3 травня 1919 — пом. 28 квітня 1996 — радянський військовик часів Другої світової війни, командир відділення 268-го армійського інженерного батальйону 38-ї армії, старший сержант. Герой Радянського Союзу (1943).

## Життєпис
Народився 3 травня 1919 року в селі Ганнівці, нині Новоукраїнського району Кіровоградської області, в селянській родині. Українець. У 1938 році закінчив неповну середню школу № 15 міста Кривий Ріг, того ж року вступив до школи ФЗН № 17.
До лав РСЧА призваний Криворізьким МВК Дніпропетровської області в грудні 1939 року. Учасник німецько-радянської війни з липня 1941 року. Воював на Брянському, Воронезькому та 1-му Українському фронтах.
Особливо командир відділення 268-го армійського інженерного батальйону старший сержант Г. М. Байбаренко відзначився під час битви за Дніпро. При будівництві мосту через Дніпро в районі Сваром'є 5-10 жовтня 1943 року в умовах постійного артилерійського обстрілу й бомбардувань з повітря, перебуваючи зі своїм відділенням на найважчих ділянках будівництва, працював у холодній воді, відпочиваючи по 4 години на добу. відразу ж по закінченні авіанальотів ворожої авіації, не очікуючи команди, виводив своє відділення на відновлення ділянок, що були пошкоджені. До 10 жовтня міст був повністю завершений і о 12.00 по ньому пройшов перший танк.
У 1944 році Г. М. Байбаренко закінчив авіаційну школу пілотів у місті Кропоткін Краснодарського краю, у 1948 році — Ворошиловградське військове авіаційне училище льотчиків. Член КПРС з 1951 року. У 1952 році закінчив дворічні Вищі методичні курси, працював льотчиком-інструктором у Ворошиловградському ВАУЛ. 1960 року майор Г. М. Байбаренко вийшов у запас.
Працював інженером обласного управління промислових товарів у Ворошиловграді. Згодом переїхав у Черкаси, працював у конторі матеріально-технічного забезпечення.
Помер 28 квітня 1996 року.

## Нагороди
Указом Президії Верховної Ради СРСР від 29 жовтня 1943 року за зразкове виконання бойових завдань командування на фронті боротьби з німецькими загарбниками та виявлені при цьому відвагу і героїзм, старшому сержантові Байбаренку Григорію Миколайовичу присвоєне звання Героя Радянського Союзу з врученням ордена Леніна та медалі «Золота Зірка» (№ 2008).
Також був нагороджений радянськими орденами Вітчизняної війни 1-го ступеня (11.03.1985), Червоної Зірки, медаллю «За відвагу» (01.02.1943), іншими медалями.